# Ministério da Marinha e Ultramar
O Ministério da Marinha e Ultramar era o antigo departamento governativo de Portugal que se ocupava dos assuntos marítimos e dos territórios ultramarinos, tanto no âmbito civil como militar.
O departamento foi fundado no século XVIII com a designação de Secretaria de Estado dos Negócios da Marinha e Domínios Ultramarinos. A partir de finais do século XIX passa a ser conhecido por Ministério da Marinha e Ultramar. Durante a Primeira República muda a sua designação para Ministério da Marinha e Colónias. Posteriormente foi dividido em dois departamentos separados: o Ministério da Marinha e o Ministério das Colónias.

## Lista de ministros
Fontes
↑  Projecto Respublica